# Flushing Meadows – Corona Park
Park Corona ve Flushing Meadows, anglicky Flushing Meadows – Corona Park nebo také Flushing Meadow Park, Flushing Meadows Park či Flushing Meadows se nachází ve čtvrti Queens města New York mezi dálnicemi Van Wyck Expressway a Grand Central Parkway, ohraničený zátokou Flushing a na jižním cípu letištěm LaGuardia, směřujícím k hlavní třídě Union Turnpike.

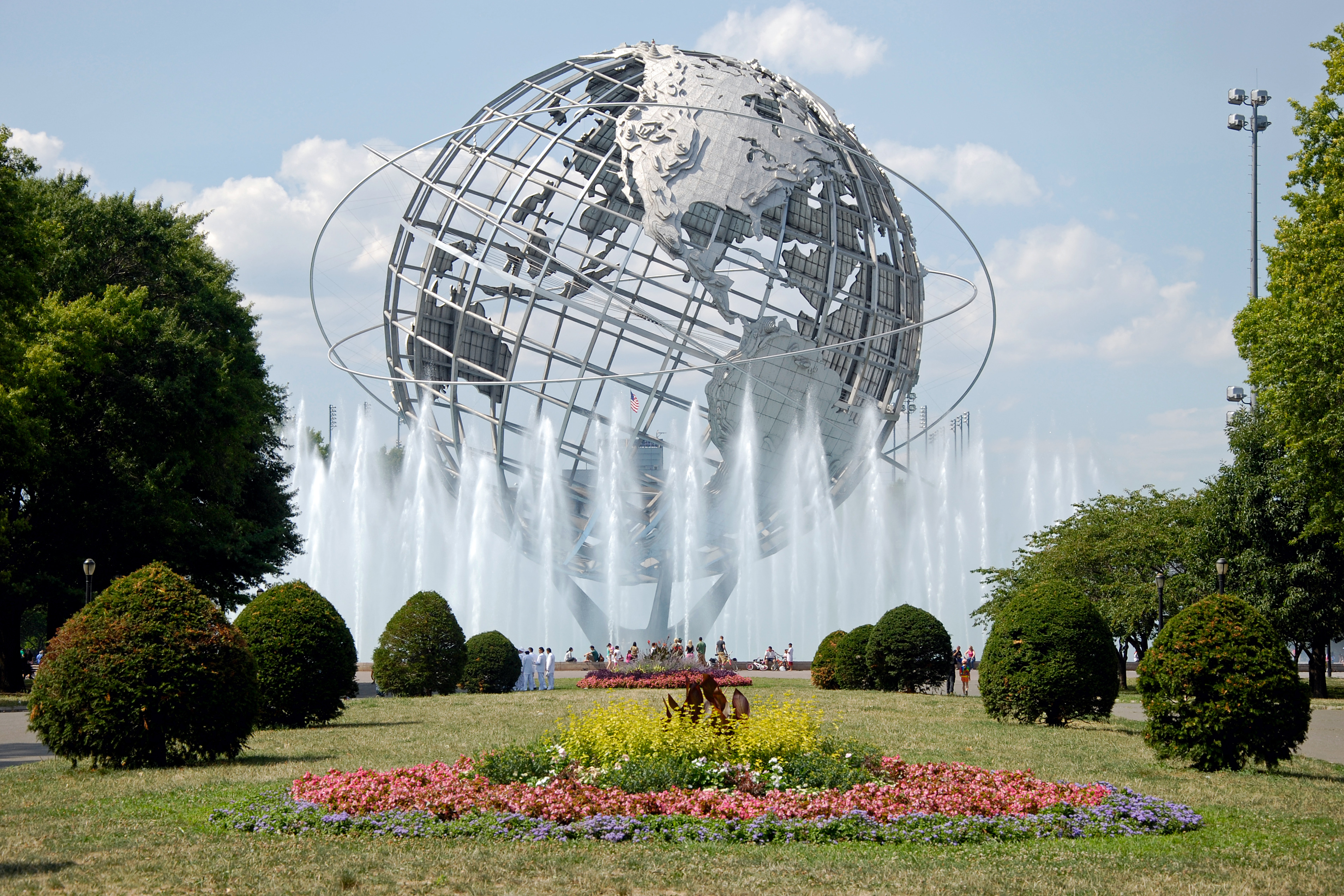
„The Unisphere“, 2010

Představuje třetí největší veřejný park New Yorku (po Pelham Bay Park v Bronxu a Greenbelt Park na Staten Islandu), který byl vytvořen jako místo pro světové výstavy konané v letech 1939–1940 a 1964–1965. Je nejvýchodnějším územím spadajícím pod místní samosprávu Queens Community Board 4.
V parku o rozloze 508 hektarů se nachází dvanáctipatrová sféra Unisphere, po světových výstavách několik pavilónů a budov, které od roku 1946 přechodně sloužily jako sídlo Organizace spojených národů, než se stálým domovem stal v roce 1951 komplex budov na Manhattanu. Dále je zde Národní tenisové centrum Billie Jean Kingové dějiště zářijového grandslamu US Open, domovský stadion baseballového klubu New York Mets nazvaný Citi Field, divadlo Queens Theatre, centrum vědy a technologií New York Hall of Science, a umělecké muzeum Queens Museum of Art.
V roce 2008 bylo otevřeno Vodní centrum zahrnující dlouhý krytý bazén i hokejové hřiště.